# Južnaja Kel'tma
La Južnaja Kel'tma (Kel'tma meridionale; anche Južnaja Keltma) è un fiume della Russia europea orientale, affluente di sinistra della Kama (bacino idrografico del Volga). Scorre nel Čerdynskij rajon del Territorio di Perm'.

## Percorso
Nasce nell'estremo nord del kraj di Perm', presso il confine con la Repubblica dei Comi, dai bassi rilievi degli Uvali settentrionali; scorre con direzione mediamente meridionale, in un territorio spesso paludoso, senza incontrare alcun centro urbano rilevante, sfociando successivamente nell'alto corso della Kama (a 1.060 km di distanza dalla sua confluenza nel Volga). Il maggiore affluente è il Timšor, proveniente dalla destra idrografica; altri affluenti minori sono Džurič, Ol'chovka, Verchnij Mal e Nižnij Mal, che confluiscono tutti dalla sinistra.

## Bacino idrografico
Il bacino della Južnaja Kel'tma, tramite il suo affluente Džurič, è collegato con il fiume "gemello" Severnaja Kel'tma (affluente della Vyčegda), per mezzo del canale Severo-Ekaterininskij, costruito fra il 1785 e il 1822, che ha così messo in comunicazione diretta i bacini del Volga e della Dvina Settentrionale e, indirettamente, il mar Caspio e il mar Glaciale Artico.